# Dicranomyia (Nealexandriaria) scolopia
Dicranomyia (Nealexandriaria) scolopia is een tweevleugelige uit de familie steltmuggen (Limoniidae). De soort komt voor in het Australaziatisch gebied.